# National Organization of Women
La National Organization for Women (NOW) è la più grande organizzazione femminista negli Stati Uniti.
È stata fondata da Betty Friedan, Pauli Murray e altre 47 persone nel 1966 ed ha una adesione di 500.000 soci sostenitori e 550 capitoli in tutti e 50 gli Stati oltre che il Distretto di Columbia.
L'associazione si concentra sui diritti delle donne, femminismo, razzismo/antirazzismo, omofobia e Diritti LGBT e diritti riproduttivi.